# Mancomunidad Calvarrasa de Arriba-Terradillos
La Mancomunidad de Calvarrasa de Arriba-Terradillos es una agrupación administrativa de municipios en la provincia de Salamanca, Castilla y León, España.

## Municipios
- Calvarrasa de Arriba
- Terradillos (Anejos: Alba Nova, La Alcubilla, El Barrero, La Maza, Perales, El Encinar, Los Cisnes, Valdescobela y Los Ventorros)